# Jonny Murray
Jonny Murray, född 10 augusti 1974, är en kanadensisk ishockeydomare som är linjedomare och verksam i den nordamerikanska ishockeyligan National Hockey League (NHL) sedan 2000. Under sin domarkarriär i NHL har han dömt 1 359 grundspelsmatcher, 161 slutspelsmatcher (Stanley Cup) och fem Stanley Cup-finaler. Murray har även varit verksam internationellt och var en av ishockeydomarna vid World Cup i ishockey 2016.